# Masasteron maini
Masasteron maini är en spindelart som beskrevs av Baehr 2004. Masasteron maini ingår i släktet Masasteron och familjen Zodariidae.
Artens utbredningsområde är Western Australia. Inga underarter finns listade i Catalogue of Life.